# Carașova
Carașova (Servo-Kroatisch: Krašova/Крашова, Hongaars: Krassóvár) is een kleine stad in het westen van Roemenië, in de regio Banaat. Carașova is erg bekend om de Krasjovaanse bewoners. De stad ligt in het district Caraș-Severin op 15 km afstand van de districtshoofdstad Reșița. Het ligt in een bergachtig gebied aan de voet van de Zevenburgse Alpen. Van de vele toeristische activiteiten is de Cheile Carașului in Nationaal Park Semenic het meest toeristische.

## Geschiedenis
Carașova werd voor het eerst vermeld in een document uit 1333 onder de naam Karasow. Later werden ook andere namen gebruikt zoals: Nog Carassou en Kyskarassou in 1358, door de knjaz Bozorad en later ook: Krassowcz (1535), Crassowcz (1550), Crasso (1597), Karasevo (1690-1700), Karasova (1717) enz..
In 1333 was Carașova de thuis voor een katholieke bisdom die waarschijnlijk gebouwd zou zijn in 1285 maar werd gesloten in 1537. Later, in 1860 werd het weer geopend maar toch weer gesloten in 1913.
Rond 1700, had Carașova meer dan 400 huizen en was daarmee een van de grootste nederzettingen tussen de Tisza, Mureș en Donau. Alleen Timișoara en Caransebeș waren groter.
In het midden van de 18e eeuw, behoorde de stad tot het district Vršac. Carașova was de hoofdstad van een administratieve cirkel binnenin Vršac waar er nog 32 steden bij hoorden, waaronder Reșița, Dognecea en Bocșa. De stad was toen ook thuis van een rooms-katholieke kerk.

## Bevolking
De meeste mensen in Carașova zijn Krasjovanen, die door de Banaat-Roemenen cârșoveni, carașoveni, cotcoreți en cocoși worden genoemd en door de Banaat-Serviërs Krašovani, Karašovani of Krašovanje worden genoemd.
Tot 1989 noemden ze zich Carașoveni en hun taal Carașoveană. Ze behoren tot de Slavische familie maar zien zichzelf niet als Bulgaren, Serviërs of Kroaten.
Na 1989, begonnen sommigen om politieke, economische, sociale of culturele redenen, zich als Serviër of Kroaat te zien, en de rest begon zich Krašovani te noemen.
Tegenwoordig, hebben vele Krasjovanen de Kroatische etniciteit gekozen, en worden door de Kroatische regering ook als Kroaat gezien. De Servische regering heeft integendeel van de Kroatische regering de Krasjovanen in de steek gelaten.
Echter is dit volk eeuwen geleden gekomen vanuit het zuiden van Servië.